# Мінью-Ліма
Мінью-Ліма (порт. Minho-Lima) — економіко-статистичний субрегіон в Північному регіоні Португалії. Включає в себе 10 громад округу Віана-ду-Каштелу.
Територія — 2 255 км². Населення — 250 273 осіб.

## Географія
Регіон межує:
- на півночі — Іспанія
- на сході — Іспанія
- на півдні — субрегіон Каваду
- на заході — Атлантичний океан

## Громади
Субрегіон включає в себе 10 громад:

### Громади округу Віана-ду-Каштелу
- Аркуш-де-Валдевеш
- Валенса
- Віана-ду-Каштелу
- Віла-Нова-де-Сервейра
- Камінья
- Мелгасу
- Монсан
- Паредеш-де-Кора
- Понте-да-Барка
- Понте-де-Ліма

## Найбільші міста
- Віана-ду-Каштелу — 36 700 мешканців

| Португалія | Це незавершена стаття з географії Португалії. Ви можете допомогти проєкту, виправивши або дописавши її. |